# Inländerdiskriminierung
Inländerdiskriminierung ist ein Begriff aus der Rechtswissenschaft. Er bezeichnet eine Situation, in der ein Staat die eigenen Staatsangehörigen oder die im eigenen Land hergestellten Güter schlechter stellt als ausländische.

## Ursache
Das europäische Unionsrecht regelt unter anderem Ausbau und Funktionsweise des europäischen Binnenmarktes und schützt die Freiheit des Waren-, Dienstleistungs-, Personen- und Kapitalverkehrs. Wenn eine neue Regelung EU-weit in Kraft tritt, kann es jedoch stets vorkommen, dass sie – zumindest vorübergehend – mit einer nationalen Regelung kollidiert und deshalb in diesem Staat nicht oder nur teilweise angewendet wird. EU-weite Handelserleichterungen können dann in diesem Land nicht angewendet werden und wirken sich daher tendenziell negativ auf die Wettbewerbsfähigkeit des Landes aus. Diese gesetzlich verankerte Benachteiligung der eigenen Bevölkerung wird als Inländerdiskriminierung bezeichnet.
Innerhalb der Europäischen Union gilt ein Diskriminierungsverbot für EU-Bürger auf Basis von Art. 18 Satz 1 AEUV. Dennoch kann es zum Beispiel im Bereich des Handels zu Benachteiligungen inländischer Unternehmen kommen.

## Deutschland
Inländische Handwerker werden durch den Meisterzwang aufgrund der Erleichterungen für Bewerber aus anderen EU/EWR-Staaten durch die Dienstleistungsfreiheit und durch die Niederlassungsfreiheit diskriminiert. Für die grenzüberschreitende Erbringung von handwerklichen Dienstleistungen (im Rahmen der Dienstleistungsfreiheit) bestehen keine Einschränkungen (siehe § 4 Gewerbeordnung) – Unternehmen mit Sitz in Deutschland bedürfen einer Reisegewerbekarte oder eine Eintragung in die Handwerksrolle (mit der Regelvoraussetzung eines Meisterbriefs). Wegen der Richtlinie 2006/123/EG über Dienstleistungen im Binnenmarkt ist für die Eintragung in die Handwerksrolle (Niederlassungsfreiheit) eine qualifizierte Berufserfahrung in einem anderen EU-Mitgliedstaat ausreichend. Diese Dienstleistungsrichtlinie wurden mit § 9 Handwerksordnung (HwO) in deutsches Recht umgesetzt – die entsprechende Regelung in Österreich wurde vom dortigen Verfassungsgerichtshof aufgehoben. Bewerber ohne in anderen EU-Staaten erworbene Erfahrungen, haben die Möglichkeit eine Ausübungsberechtigung nach § 7b HwO zu erhalten. Auch wenn der Gesetzestext hier eine weniger diskriminierende Interpretation zulassen würde, geht die Rechtsprechung davon aus, dass die Ausbildungszeit nicht für die in § 7b HwO sechsjährige Berufserfahrung angerechnet wird. Außerdem sind in § 7b HwO einige meisterpflichtige Handwerke ausgenommen. Zur Abschwächung – aber nicht Beseitigung der Inländerdiskriminierung wurde die Ausübungsberechtigung im Rahmen der Handwerksrechtsnovelle 2004 normiert.
Das deutsche Bierrecht stellt einen Fall der Inländerdiskriminierung dar. Im EWG-Ausland gebrautes und in die BRD eingeführtes Bier musste wegen eines Urteils des Europäischen Gerichtshofs aus dem Jahre 1987 nicht der deutschen Regelung entsprechen, da dies einen Verstoß gegen die Warenverkehrsfreiheit des EWG-Vertrages darstellen würde. Ein Bier, das ausschließlich innerhalb Deutschland gebraut wird und auch auf dem deutschen Markt verkauft werden soll, muss aber der Bierverordnung (BierV) entsprechen.
Im Aufenthaltsrecht haben Deutsche gegenüber EWR-Bürgern oft Nachteile, weil für sie oft nicht die Vergünstigungen gelten, die aus dem europäischen Freizügigkeitsrecht erwachsen. So benötigen drittstaatsangehörige Ehegatten von EWR-Bürgern zur Erlangung einer Aufenthaltskarte z. B. keinen Sprachnachweis, weil die Richtlinie 2004/38/EG (Freizügigkeitsrichtlinie) und infolgedessen auch das deutsche Freizügigkeitsgesetz/EU dies nicht verlangen (Beispiel: Die serbische Ehefrau eines in Deutschland lebenden Kroaten kann ohne Sprachnachweis nach Deutschland nachziehen. Sie erhält keine deutsche Aufenthaltserlaubnis, sondern eine deutsche Aufenthaltskarte).
Möchte aber ein drittstaatsangehöriger Ehegatte nach Deutschland zu seinem dort lebenden deutschen Ehegatten nachziehen, findet Europarecht keine Anwendung, sondern allein das Aufenthaltsgesetz (AufenthG). Dies verlangt von dem ausländischen Ehegatten einfache Deutschkenntnisse (§ 28 Abs. 1 Satz 5 i. V. mit § 30 Abs. 1 Satz 1 Nr. 2 AufenthG). Etwas anderes gilt nur, wenn der Deutsche von seinem Freizügigkeitsrecht Gebrauch gemacht hat und mit seinem ausländischen Ehegatten nach Deutschland zurückkehrt (Beispiel: Eine Deutsche, die mit ihrem ecuadorianischen Ehemann in Italien gelebt hat, kehrt mit ihm nach Deutschland zurück. Der Ecuadorianer, der Inhaber einer italienischen Aufenthaltskarte ist, erhält nun auch eine deutsche Aufenthaltskarte, keine Aufenthaltserlaubnis nach § 28 AufenthG).
Die strengeren Anforderungen für den Familiennachzug zu Deutschen, die von ihrem Freizügigkeitsrecht keinen nachhaltigen Gebrauch gemacht haben, werden als Inländerdiskriminierung angesehen.

## Österreich
Ein konkreter Fall von Inländerdiskriminierung ist im Niederlassungs- und Aufenthaltsgesetz (NAG) zu finden: Nach § 20 Abs. 1 NAG ist der Aufenthaltstitel grundsätzlich für ein Jahr, teilweise für drei Jahre (§ 20 Abs. 1 a NAG) zu erteilen. Bei drittstaatsangehörigen Familienmitgliedern von EWR-Bürgern beträgt die Gültigkeit einer Aufenthaltskarte kraft Europarechts jedoch schon bei der Ersterteilung fünf Jahre (§ 54 Abs. 1 NAG).
Somit sind die ausländischen Familienangehörigen von Österreichern gegenüber den Familienangehörigen von EWR-Bürgern benachteiligt.
Eine gegen die Inländerdiskriminierung von Handwerkern gerichtete Beschwerde beim Verfassungsgerichtshof war 1999 erfolgreich.

## Schweiz
Das Bundesgericht hat sich 2004 mit der Frage der Inländerdiskriminierung im Familiennachzug befasst, die aufgrund des Freizügigkeitsabkommens EU-Schweiz auftrat.

## Italien
In Italien durften inländische Teigwaren nur „Spaghetti“ heißen, falls sie aus Hartweizengrieß bestanden. Teigwaren aus anderen Mitgliedstaaten durften auch Spaghetti heißen, wenn sie nicht aus Hartweizengrieß bestanden, da die Auferlegung solch strenger Bestimmungen einen Verstoß gegen die Warenverkehrsfreiheit aus dem EG-Vertrag bedeuten würde.